# Bróm-trifluorid
A bróm-trifluorid az interhalogének közé tartozó szervetlen vegyület, képlete BrF3. Szúrós szagú, szalmasárga folyadék. Oldódik kénsavban, de vízzel és szerves oldószerekkel érintkezve felrobban. Erős fluorozószer és ionizáló szervetlen oldószer. Nukleáris fűtőanyagok feldolgozása és újrafeldolgozása során urán-hexafluorid készítéséhez használják.

## Előállítása
A bróm-trifluoridot először Paul Lebeau állította elő 1906-ban bróm és fluor 20 °C-on történő reakciójával:
Br2  +  3 F2   →   2 BrF3
Bróm-monofluorid diszproporcionálódása során is keletkezhet:
3 BrF  →  BrF3  +  Br2

## Szerkezete
Molekulája a klór- és jód-trifluoridhoz hasonlóan T alakú. A vegyértékelektronpár-taszítási elmélet szerint a központi brómatomnak két nemkötő elektronpárja van. Az axiális helyzetű fluoratomok és a bróm kötéstávolsága 181 pm, az ekvatoriális fluor és bróm kötéstávolság 172 pm. A kötésszög csak 86,2°, mert a nemkötő elektronpároknak nagyobb a helyigényük, mint a Br–F kötést kialakító elektronpáré.

## Kémiai tulajdonságai
A bróm-trifluorid erős fluorozószer, de a klór-trifluoridnál kevésbé reakcióképes. Folyadékállapotban – autoionizációja következtében – elektromos vezető:
2 BrF3 ⇌ BrF2+ + BrF4-
Sok fluorid só – fluoroanionok keletkezése közben – jól oldódik benne:
KF + BrF3 → KBrF4

## Fordítás
Ez a szócikk részben vagy egészben  a   Bromine trifluoride című angol Wikipédia-szócikk ezen változatának fordításán alapul.  Az eredeti cikk szerkesztőit annak laptörténete sorolja fel. Ez a jelzés csupán a megfogalmazás eredetét és a szerzői jogokat jelzi, nem szolgál a cikkben szereplő információk forrásmegjelöléseként.